# NGC 7760
NGC 7760 je galaxie v souhvězdí Pegase. Její zdánlivá jasnost je 13,6m a úhlová velikost 0,9′ × 0,9′. Je vzdálená 243 milionů světelných let, průměr má 65 000 světelných let. Galaxii objevil 9. října 1790 William Herschel.